# گروه منزلت
گروه منزلت (به انگلیسی: Status group) توسط جامعه‌شناس آلمانی، ماکس وبر تعریف شده  که نظریه سه مولفه قشربندی را تدوین کرده‌است. (همچنین طبقه منزلتی و منزلت) گروه منزلتی به عنوان گروهی از افراد یک جامعه است که می‌توانند با کیفیت‌های غیر اقتصادی مانند شرف، اعتبار، قومیت، نژاد و مذهب متمایز شوند. اصطلاحات آلمانی Stand (گروه منزلت) و Stände (گروه‌های منزلتی) هستند.
تا به امروز، جامعه‌شناسان موضوع «ناسازگاری منزلت» را مطالعه می‌کردند - هم در  جوامع پساصنعتی و هم در جوامع پیشاصنعتی. گروه‌های منزلتی از «خانه شرف» بیرون می‌آیند و این مقام-عزت در تضاد با:
- طبقه اجتماعی، بر اساس رابطه تعیین شده اقتصادی در خانه بازار
- حزب سیاسی، بر اساس وابستگی در حوزه سیاسی یا خانه قدرت

گروه‌های منزلت، طبقات اجتماعی و احزاب سیاسی مفاهیم تشکیل دهنده نظریه سه مولفه قشربندی هستند. بحث در مورد روابط بین گروه‌های منزلت، طبقه اجتماعی و احزاب سیاسی در مقاله وبر با عنوان طبقه، منزلت، حزب رخ داده که پیش از جنگ جهانی اول (۱۹۱۴–۱۹۱۸) نوشته شده‌است. اولین ترجمه به زبان انگلیسی این مقاله، توسط هانس گرث و سی. رایت میلز، در دهه ۱۹۴۰ منتشر شد. داگمار واترز و همکارانش ترجمه انگلیسی جدیدتری از این مقاله را با عنوان «توزیع قدرت در جامعه: طبقات، منزلت، احزاب» (۲۰۱۰)، در «مجله جامعه‌شناسی کلاسیک» منتشر کردند. عنوان ترجمه جدید به زبان انگلیسی شامل کلمه آلمانی Stände (گروه‌های منزلت) به جای اصطلاح انگلیسی است.
گروه‌های منزلتی در انواع قشربندی اجتماعی مانند دسته‌بندی افراد بر اساس نژاد، گروه قومی، کاست نژادی، گروه‌های حرفه‌ای، گروه‌های اجتماعی، ملیت‌ها و غیره مشخص می‌شوند که در ادبیات عامه‌پسند و در ادبیات آکادمیک به آن پرداخته می‌شود. اینها با روابطی در تضاد است که ریشه در روابط اقتصادی دارند که وبر آن را «طبقه» می‌نامد.
جامعه‌شناس فرانسوی، پیر بوردیو سرمایه فرهنگی و سرمایه نمادین را مورد بحث قرار می‌دهد. مانند وبر، او در مورد چگونگی استفاده از ابزارهای غیر پولی برای اعطا و انکار منزلت به افراد و گروه‌ها اظهار نظر می‌کند.